# Polistes melanosoma
Polistes melanosoma är en getingart som beskrevs av Henri Saussure 1854. Polistes melanosoma ingår i släktet pappersgetingar, och familjen getingar. Inga underarter finns listade i Catalogue of Life.